# Pardosa yavapa
Pardosa yavapa là một loài nhện trong họ Lycosidae.
Loài này thuộc chi Pardosa. Pardosa yavapa được Ralph Vary Chamberlin miêu tả năm 1925.